# L'home omega
L'home omega (títol original en anglès: The Omega Man) és una pel·lícula estatunidenca de ciència-ficció post-apocalíptica dirigida per Boris Sagal el 1971 amb Charlton Heston en el paper principal. És la segona adaptació cinematogràfica de la novel·la I Am a Legend de l'escriptor i guionista estatunidenc Richard Matheson, publicat per primera vegada el 1954. Ha estat doblada al català.

## Argument
A Los Angeles el 1977, Robert Neville, un exmetge militar, és un dels rars supervivents d'una guerra biològica entre la Unió soviètica i la Xina que ha matat la majoria de la població humana basant-se en una epidèmia mundial que ha seguit, però contra la qual era immunitzat gràcies a una vacuna experimental, el 93-B71, que havia fabricat i ell mateix s'havia injectat a títol experimental.
Subsisteixen tanmateix d'estranys éssers deformats que es diuen ells mateixos "La Família" i les seqüeles de la guerra dels quals els han fet mutants albins nocturns i molt sensibles a la llum. Portats per un cap psicòtic, Jonathas Matthias, pensen que la ciència i la tecnologia són la font de totes les seves desgràcies i han de ser destruïdes. Vestits amb robes negres, no utilitzen més que objectes primitius (torxes, arcs, fletxes, catapultes...) i intenten esborrar tot rastre de progrés tècnic. I així consideren Neville com un vestigi d'aquesta societat deshonrada i intenten matar-lo.
Al contrari, Neville, utilitzant tots els recursos tecnològics disponibles, ha condicionat un pis situat dalt d'un immoble que ha fortificat i hi té La Família gràcies a un arsenal d'armes modernes (pistoles i fusells metrallers, càrregues explosives, etc.). Només surt de dia per tal de proveir-se a les botigues abandonades de la ciutat tot buscant el cau de La Família. Un cop cau la nit, il·lumina el seu immoble i la rodalia per tal de desanimar els mutants que es reuneixen no obstant això tots els vespres sota les seves finestres cremant llibres i altres objectes tot vociferant.
Neville acaba tanmateix sent capturat i, després d'un simulacre de procés, és declarat culpable d'heretgia i condemnat a ser cremat. Eludeix tanmateix per poc a la seva sentència gràcies a una dona que havia vist abans en una de les seves patrulles. Descobreix mentrestant que existeix un altre grup de supervivents, no immunitzats contra l'epidèmia, però que no ha mutat i els fills dels quals han desenvolupat una resistència parcial a la malaltia, permetent-los continuar sent en un estadi prealbins. El temps juga no obstant això contra ells i estan destinats a sucumbir a l'epidèmia, i a convertir-se així en nous membres de La Família.
A petició dels seus nous socis, Neville accepta intentar recrear la vacuna 93-B71, però s'adona que fins i tot si ho aconseguís, li caldrien anys per salvar la humanitat. Per contra, la solució seria potser d'estendre la seva immunitat als altres creant un sèrum a partir de la seva sang. Una vegada fabricat, el sèrum és injectat a Richie, el petit germà de Lisa, que està a punt d'esdevenir ell mateix un mutant. L'experiència triomfa i, una vegada curat, Richie marxa a trobar La Família per intentar convèncer-los de prendre el sèrum. Però Matthias es nega a creure-ho, l'acusa d'haver estat enviat per Neville per perjudicar-los, i el mata.
Mentre Neville marxa a la recerca de Richie (del qual acaba descobrint el cadàver), Lisa es converteix ella mateixa en mutant i el traeix permetent als membres de La Família accedir al seu immoble fortificat. A la seva tornada, Neville ha de fer de cara a Matthias que l'obliga a assistir a la destrucció del seu cau. Aconsegueix tanmateix alliberar-se i, una vegada fora, dispara al subfusell a Matthias que aprofita l'embús de l'arma per llançar-li una javelina que el fereix mortalment.
La pel·lícula s'acaba amb la sortida a bord d'un vehicle d'un cert nombre de supervivents proveïts del sèrum que Neville, just abans de morir, els ha confiat.

## Repartiment
- Charlton Heston: Robert Neville
- Anthony Zerbe: Jonathas Matthias
- Rosalind Cash: Lisa
- Paul Koslo: Dutch
- Eric Laneuville: Richie
- Lincoln Kilpatrick: Zachary
- Jill Giraldi: noieta
- Anna Aries: dona a la cripta del cementiri
- Brian Tochi: Tommy
- DeVeren Bookwalter: membre de la Família
- John Dierkes: membre de la Família
- Monika Henreid: membre de la Família
- Linda Redfearn: membre de la Família
- Forrest Wood: membre de la Família